# المدرية

تعديل مصدري - تعديل

المدرية هي إحدى حارات حي الظهار بمدينة إب اليمنية، بلغ تعداد سكانها 5544 نسمة حسب تعداد اليمن لعام 2004.